# Suka Tani (Rajeg)
Suka Tani is een bestuurslaag in het regentschap Tangerang van de provincie Banten, Indonesië. Suka Tani telt 19.386 inwoners (volkstelling 2010).